# Wilhelm Steinitz
Wilhelm Steinitz (als Wolf Steinitz * 14. Mai 1836 in Prag; † 12. August 1900 in New York als William Steinitz) war ein österreichisch-amerikanischer Schachmeister aus Böhmen und von 1886 bis 1894 der erste allgemein anerkannte Schachweltmeister. Er gilt als Revolutionär der Schachtheorie, der die damals vorherrschende Spielweise des stürmischen Angriffsschachs, des sogenannten „romantischen Schachs“, scharf kritisierte. Mit einer erstmals wissenschaftlichen Herangehensweise formulierte Steinitz heute noch gültige strategisch-positionelle Grundsätze und legte somit den Grundstein für die moderne Schachtheorie.

## Leben

### Jugend

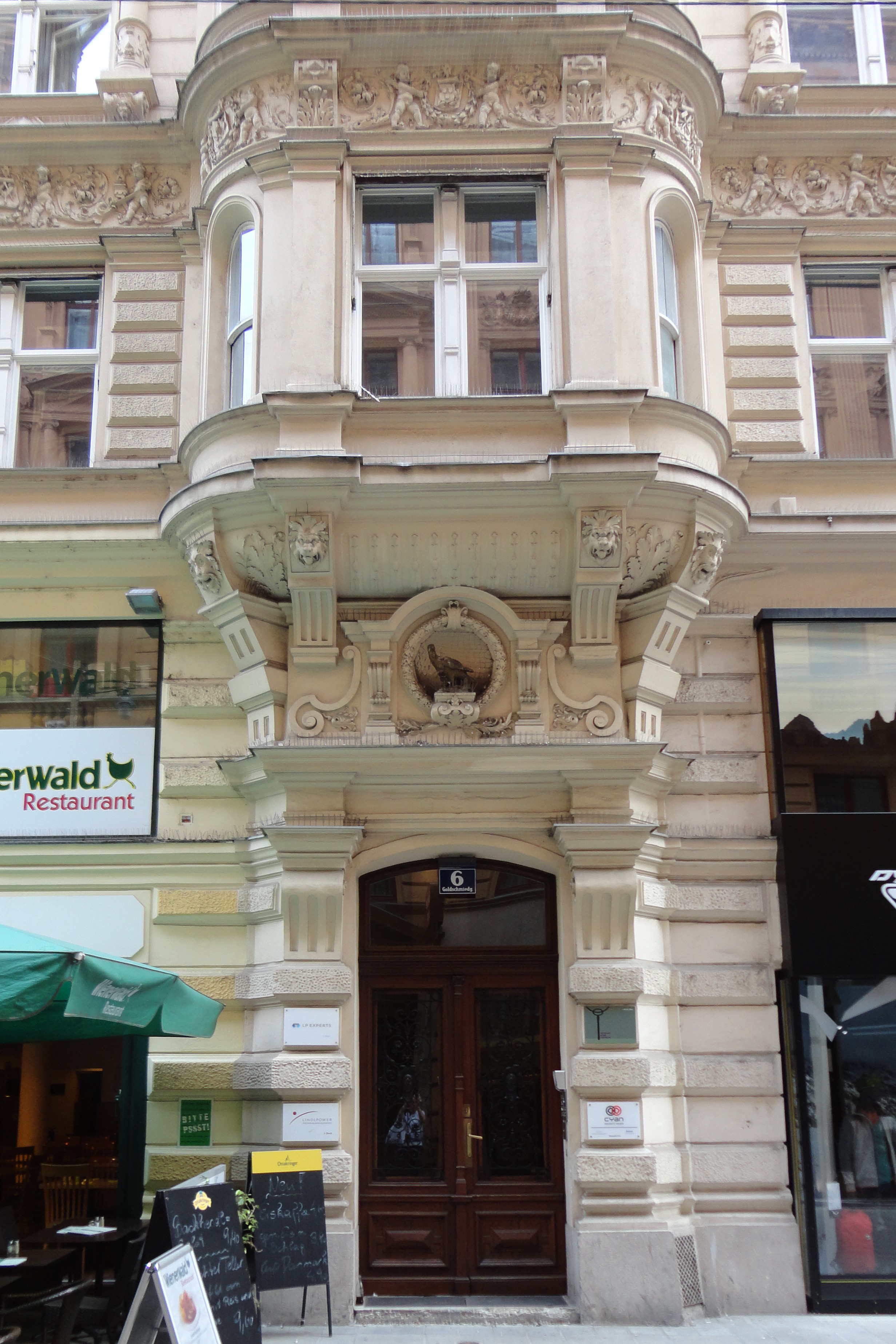
Das Café Rebhuhn in Wien, wo Wilhelm Steinitz regelmäßig spielte.

Wilhelm Steinitz wurde als neuntes von 13 Kindern des Schneiders Josef Salamon Steinitz (1789–1868) und dessen Frau Anna geboren. Als Geburtstag wird gelegentlich der 17. Mai angegeben. Dies beruht auf einer irrtümlichen Angabe von Steinitz selbst aus dem Jahr 1887, die er jedoch später korrigierte. Der 14. Mai ist durch die Geburtsurkunde und Aufzeichnungen der jüdischen Gemeinde belegt. Die Familie lebte in ärmlichen Verhältnissen, mehrere seiner Geschwister starben im Kindesalter. Wilhelm hatte von Geburt an einen Klumpfuß und brauchte eine Gehstütze. Bereits als Kind galt er als einer der besten Schachspieler in Prag.
1858 zog er nach Wien, um am Polytechnischen Institut Mathematik zu studieren. Eine Zeit lang finanzierte er sein Studium durch journalistische Arbeiten für die Constitutionelle Österreichische Zeitung, für die er Parlamentsberichte schrieb. Bald aber stellte sich für Steinitz heraus, dass mit dem Schachspielen in Wiener Kaffeehäusern weit mehr Geld zu verdienen war. Zunächst verkehrte er im Café de l’Europe auf dem Stephansplatz, wo er um Einsätze spielte und durch „sein scharf durchdachtes, dabei flottes Spiel“ Aufmerksamkeit auf sich zog. Daran anschließend wurde er in exklusive Kreise „der diplomatischen Welt“ eingeführt, wo er sein Schachkönnen demonstrieren und sein Einkommen weiter steigern konnte.
Im Jahr 1859 nahm er erstmals am Meisterschaftsturnier der Wiener Schachgesellschaft teil und errang auf Anhieb den dritten Preis. Bei seinen nachfolgenden Teilnahmen 1860 und 1861 wurde er zunächst Zweiter, dann Erster. Seine äußere Erscheinung und sein Verhalten gaben in den Wiener Schachkreisen Anlass zu zahlreichen Erzählungen über ihn. Sein Äußeres wurde mit der Figur des Narciß-Rameau aus dem gleichnamigen Drama von Albert Emil Brachvogel verglichen. Eine bekannte, erstmals 1873 in der Österreichischen Schachzeitung publizierte Anekdote beschreibt eine Partie gegen den wohlhabenden Bankier Epstein, zu dem er gesagt haben soll: „Sie sind der Epstein an der Börse, hier – bin ich Epstein.“ Durch seine Erfolge wurde er schnell international bekannt.

### Die Jahre in London
1862 nahm er in London an seinem ersten internationalen Turnier teil und errang den 6. Platz. Er gewann einen Preis in Höhe von 5 Pfund. Von seinen Partien dort wurde sein Schwarzsieg gegen den italienischen Meister Serafino Dubois bekannt. Die zeitgenössische Presse kolportierte Meldungen, wonach Steinitz nicht als offizieller Vertreter des Wiener Schachclubs nach London reiste, da dieser „an dem nicht sehr angenehmen Äußeren Steinitz’s Anstoß nahm (!)“, sondern die Mittel für die Reise selbst aufbringen musste. Er habe einem Freund in Wien gesagt: „Entweder sie werden von mir gar nichts mehr hören, oder ich bin in etlichen Jahren der erste Schachspieler Europas.“
Daraufhin übersiedelte Steinitz nach London, da England damals als Zentrum der Schachwelt galt. Hier konnte er seinen Lebensunterhalt durch Spiel um Geld in den Kaffeehäusern der Metropole bestreiten.
Steinitz spielte sich in den nächsten Jahren nach oben: Direkt nach dem Londoner Turnier besiegte er Serafino Dubois in einem Wettkampf mit 5,5:3,5, 1863 schlug er Joseph Henry Blackburne mit 8:2. Im gleichen Jahr gewann er gegen Deacon 5,5:1,5 und Mongredien mit 7:0. Zur Jahreswende 1863/1864 schlug er Green 8:1. Anschließend siegte er überlegen in zwei Turnieren: Dublin 1865 und London 1866.

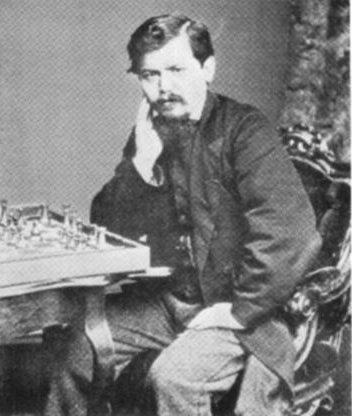
Steinitz während seines Wettkampfs mit Anderssen (London 1866)

Die großen Erfolge von Steinitz in England veranlassten die dortigen Schachenthusiasten, einen Wettkampf zwischen ihm und dem preußischen Weltklassespieler Adolf Anderssen, der als inoffizieller Weltmeister galt, zu organisieren. Im Jahre 1866 trafen die beiden Schachmeister in London aufeinander: Aus dem erbitterten Kampf – keine Partie endete remis – ging Steinitz mit 8:6 als Sieger hervor. Der vielbeachtete Wettkampf, den der Österreicher gegen den Preußen gewann, fand in den Monaten Juli und August statt, während auf dem Kontinent der preußisch-österreichische Krieg tobte. Steinitz’ Sieg wurde von der zeitgenössischen internationalen Presse als „Rache für Sadowa“ tituliert.
Von nun an betrachtete die Schachwelt Steinitz als weltweit besten Schachmeister. Seine Überlegenheit demonstrierte er in den folgenden Jahren wiederholt sehr eindrucksvoll: 1866 besiegte er Henry Edward Bird 9,5:7,5, Blackburne 1870 mit 5,5:0,5 und 1872 Johannes Hermann Zukertort mit 9:3. Tatsächlich gewann Steinitz damals jeden Zweikampf, ein weiterer Turniersieg blieb ihm aber lange verwehrt: 1867 in Paris wurde er Dritter (hinter Ignaz von Kolisch und Gustav Neumann), in Dundee 1867 Zweiter (hinter Neumann), ebenso wie in Baden-Baden 1870 (hinter Anderssen). Erst in London 1872 und Wien 1873 konnte er wieder Turniersiege erringen. Von 1872 bis 1874 spielte er für den City of London Chess Club zwei Fernpartien gegen die Wiener Schachgesellschaft unter Leitung von Ignaz von Kolisch, bei denen es um einen Einsatz von 100 Pfund Sterling ging, und gewann 1,5:0,5.
Turniere und Wettkämpfe spielte Steinitz nach seinem Wiener Triumph drei Jahre lang nicht, doch 1876 forderte ihn Blackburne erneut heraus. Steinitz errang gegen den Briten einen in dieser Höhe von niemandem erwarteten Sieg: er besiegte Blackburne 7:0. Daraufhin zog er sich wiederum für einige Jahre vom Turnierbetrieb zurück und widmete viel Zeit der schachtheoretischen Analyse. Steinitz übernahm die Schachspalte in The Field, die ihm zusammen mit dem Spiel um Einsatz gegen Amateure in den Londoner Cafés ein genügendes Auskommen verschaffte. Als Korrespondent besuchte er verschiedene Turniere, ohne zu spielen, unter anderem Paris 1878 und Berlin 1881.
1882 kehrte er nach neunjähriger Pause (abgesehen vom Wettkampf gegen Blackburne 1876) in die Arena zurück: er beteiligte sich am Turnier in Wien, wo er geteilter Erster mit Szymon Winawer wurde. Im Jahr darauf wurde er beim großen Turnier von London Zweiter hinter Zukertort, der das beste Turnier seines Lebens mit 3 Punkten Vorsprung gewann und sich nun als weltbester Schachspieler betrachtete.
Im gleichen Jahr gab Steinitz die Stelle bei The Field auf und nahm eine Einladung in die USA an, die zugleich seine Ansiedlung dort mit sich zog. Mit seinem Nachfolger bei The Field, Leopold Hoffer, lieferte er sich ab 1881 eine über mehrere Jahre andauernde publizistische Fehde, die der Schachhistoriker Kenneth Whyld später als Steinitz-Hoffer Ink War bezeichnete. Steinitz pflegte Hoffer, der seinen Rivalen Zukertort unterstützte, überwiegend „Dreckseele“ zu nennen.

### Aufenthalt in den Vereinigten Staaten und Weltmeistertitel
Nach 21 Jahren in England übersiedelte Steinitz in die Vereinigten Staaten. Als begehrter Gast in verschiedenen US-amerikanischen Klubs, wie auch auf Kuba, sowie als Bearbeiter verschiedener Schachspalten in US-amerikanischen Zeitungen hatte Steinitz ein ausreichendes Einkommen. Es sind eine Vielzahl an Simultan-, Blind-, Gelegenheits- und Wettkampfpartien aus seiner amerikanischen Zeit überliefert.

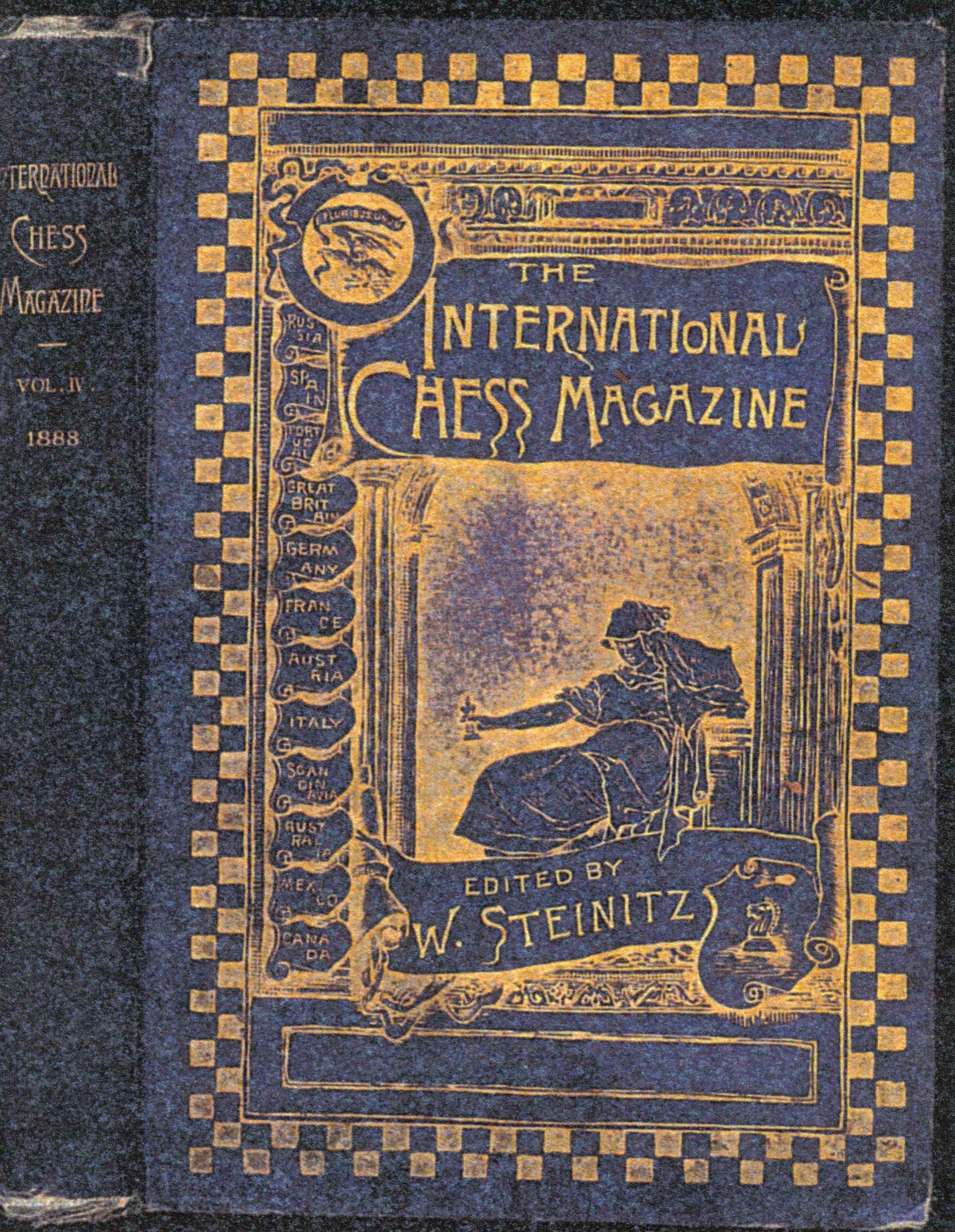
International Chess Magazine, herausgegeben von W. Steinitz

Von 1885 bis 1891 leitete er das International Chess Magazine, eine weltweit anerkannte Schachzeitschrift. Durch die prinzipienfeste und scharfzüngig formulierte Verteidigung seiner Ansichten überwarf sich Steinitz aber mit vielen seiner Leser und Bewunderer, von denen er doch finanziell abhängig war. Aus diesen Gründen (Abonnenten sprangen düpiert ab, Steinitz’ Auftreten wurde abgelehnt und er wurde seltener zu Gastspielen in die Klubs eingeladen) war er später genötigt, seine Zeitschrift wieder einzustellen.
Ende des Jahres 1885, als Steinitz sich großer Popularität in den USA erfreute, fanden sich Gönner und Mäzene, die einen Wettkampf um die Championship of the World in den Vereinigten Staaten veranstalten wollten. Als Gegner Steinitz’ wurde Zukertort eingeladen, der 1883 das Turnier von London überlegen vor Steinitz gewonnen hatte. Dem Wettkampf voraus gingen allerdings zähe Verhandlungen um Preisgeld, Spielbedingungen und Austragungsmodus. Beide Spieler leisteten einen Einsatz von 2000 US-Dollar, der jeweils durch Unterstützer aufgebracht wurde. Der Sieger erhielt 1000 Dollar als Preisgeld, die restlichen 3000 Dollar wurden seinen Unterstützern ausgezahlt, die somit einen Gewinn erzielen konnten, wenn sie auf den richtigen Spieler gesetzt hatten. Zukertort überquerte schließlich den Atlantik zu dem Match, das als erster offizieller Wettkampf um die Schachweltmeisterschaft gilt. Der Zweikampf wurde in drei amerikanischen Städten ausgetragen, gespielt wurde ab dem 11. Januar 1886 in New York in denselben Räumlichkeiten am Broadway, in denen Jahrzehnte zuvor der Amerikaner Paul Morphy zahlreiche Erfolge gefeiert hatte, es wurden auch derselbe Schachtisch und Schachfiguren verwendet, mit denen Morphy damals gespielt hatte. Die weiteren Stationen des Matchs waren St. Louis und schließlich New Orleans.
Steinitz, der die gespielten Partien für sein International Chess Magazine während des laufenden Kampfes analysierte, gewann gegen Zukertort mit großem Vorsprung. Zwar lag er im ersten Wettkampfabschnitt mit 1:4 zurück, doch erholte er sich in der Mitte des Wettkampfes und schlug Zukertort, der schließlich physisch und psychisch zusammenbrach, nach Gewinnpartien mit 10:5 (fünf Partien endeten remis). Die 20. Partie des Wettkampfes musste wegen Krankheit Zukertorts drei Tage verschoben werden. Er verlor sie dann, am 29. März, in nur 19 Zügen nach einer halben Stunde. Steinitz galt nun auch offiziell als Weltmeister (Champion of the World).
Am 23. November 1888 wurde er US-amerikanischer Staatsbürger. Er lebte in einem Haus in Montclair, etwa dreißig Meilen von New York entfernt.
Als kämpferischer Geist ruhte Steinitz sich nicht auf den einmal erworbenen Lorbeeren aus: er warb bei den amerikanischen Schachfreunden um Unterstützung weiterer Wettkämpfe. Solange er Weltmeister war, spielte Steinitz alle seine Wettkämpfe um die Weltmeisterschaft in der neuen Welt: 1889 gewann er in Havanna auf Kuba gegen den Russen Michail Tschigorin, gegen den er zuvor in London 1883 beide Partien verloren hatte, mit 10,5:6,5. Um die Jahreswende 1890/1891 spielte er in New York City einen Weltmeisterschaftskampf gegen den Ungarn Isidor Gunsberg, den er mit 10,5:8,5 bezwang, 1892 spielte er nochmals gegen Tschigorin, wieder auf Kuba. Diesmal war sein Sieg etwas glücklich: das Endergebnis von 12,5:10,5 täuscht über den Kampfverlauf, da Tschigorin aus vielen gut stehenden Partien nur wenige Punkte holte. Besonders die letzte Partie dieses Wettkampfes, in der Tschigorin ein triviales Matt in 2 Zügen übersah, ging als klassisches Beispiel von Schachblindheit in die Geschichte ein.

### Weltmeisterschaftskämpfe gegen Lasker

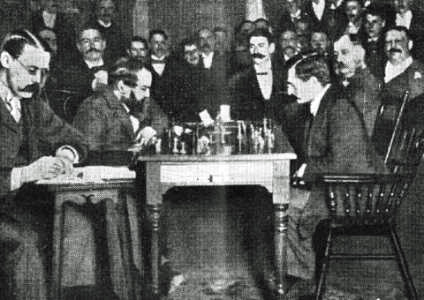
Steinitz (links) und Lasker (rechts) während ihres Weltmeisterschaftskampfes 1894

Steinitz’ letzter Herausforderer war der junge Deutsche Emanuel Lasker, der sich seit 1892 in den USA aufhielt. Klubs in den USA und Kanada veranstalteten 1894 einen Zweikampf, der auf zehn Gewinnpartien ausgelegt war: Der 58-jährige Steinitz unterlag dem 25-jährigen neuen Weltmeister deutlich mit 5:10 (vier Partien endeten remis).
Sein unbedingter Wille, den Weltmeistertitel zurückzuerobern, ließ Steinitz nicht ruhen. Er nahm an verschiedenen Turnieren in den 1890er Jahren teil, und obwohl er keines mehr gewinnen konnte, kam er bis auf London 1899 in jedem Turnier in die Preisränge. An einem guten Tag konnte er jedem Gegner gefährlich werden, und manche seiner Glanzpartien stammen aus den letzten Jahren seiner Schachkarriere. Die bekannteste dieser Partien ist sein Sieg gegen von Bardeleben im Turnier von Hastings 1895, bei dem Steinitz auf Platz 5 kam. Sein bestes Ergebnis aus dieser letzten Schaffensperiode war der zweite Platz beim Sankt Petersburger Viermeister-Turnier 1895/1896 (hinter Lasker).
Lasker gewährte Steinitz zur Jahreswende 1896/1897 in Moskau einen Revanchekampf um den Weltmeistertitel. Dem mittlerweile 60-jährigen Steinitz fehlte jedoch die Energie und Ausdauer, um gegen den jungen Weltmeister bestehen zu können, er unterlag deutlich mit 2:10 Gewinnpartien (fünf Partien endeten remis).
Der Verlust seines Titels beeinträchtigte Steinitz’ psychische Verfassung in hohem Maße. Noch in Moskau, nach dem Verlust des Wettkampfes, verschlechterte sie sich dermaßen, dass er von März bis April 1897 in einer Moskauer Nervenheilanstalt behandelt werden musste. Steinitz widmete sich nämlich nach dem Wettkampf seiner geplanten Erfindung: Er wollte ohne technische Hilfsmittel, also ohne Apparat und Drähte, durch Gedankenübertragung telefonieren. Seine Sekretärin, die beobachtete, wie Steinitz am offenen Fenster stehend auf Antwort wartete, leitete die Schritte zur Einweisung Steinitz’ ein. Nach seiner Entlassung kehrte Steinitz über Wien nach New York zurück und spielte in den kommenden drei Jahren bis kurz vor seinem Tod noch in internationalen Turnieren. Im Februar und Mai 1900 wurde Steinitz erneut psychiatrisch behandelt. Zuletzt hatte er Halluzinationen, dass von ihm elektrische Ströme ausgingen und er auf diese Weise die Schachfiguren bewegen könnte.
Steinitz starb verbittert und von materieller Not gezeichnet wenige Monate später im „New-Yorker Staatsirrenhaus Wards-Island“, laut Totenschein an Herzversagen. Er wurde auf dem Friedhof Evergreen Cemetery in Brooklyn begraben, die Nummer seines Grabes ist Bethel Slope 5892.
Seine höchste historische Elo-Zahl erreichte Wilhelm Steinitz im April 1876 mit einem Wert von 2826.

### Privates

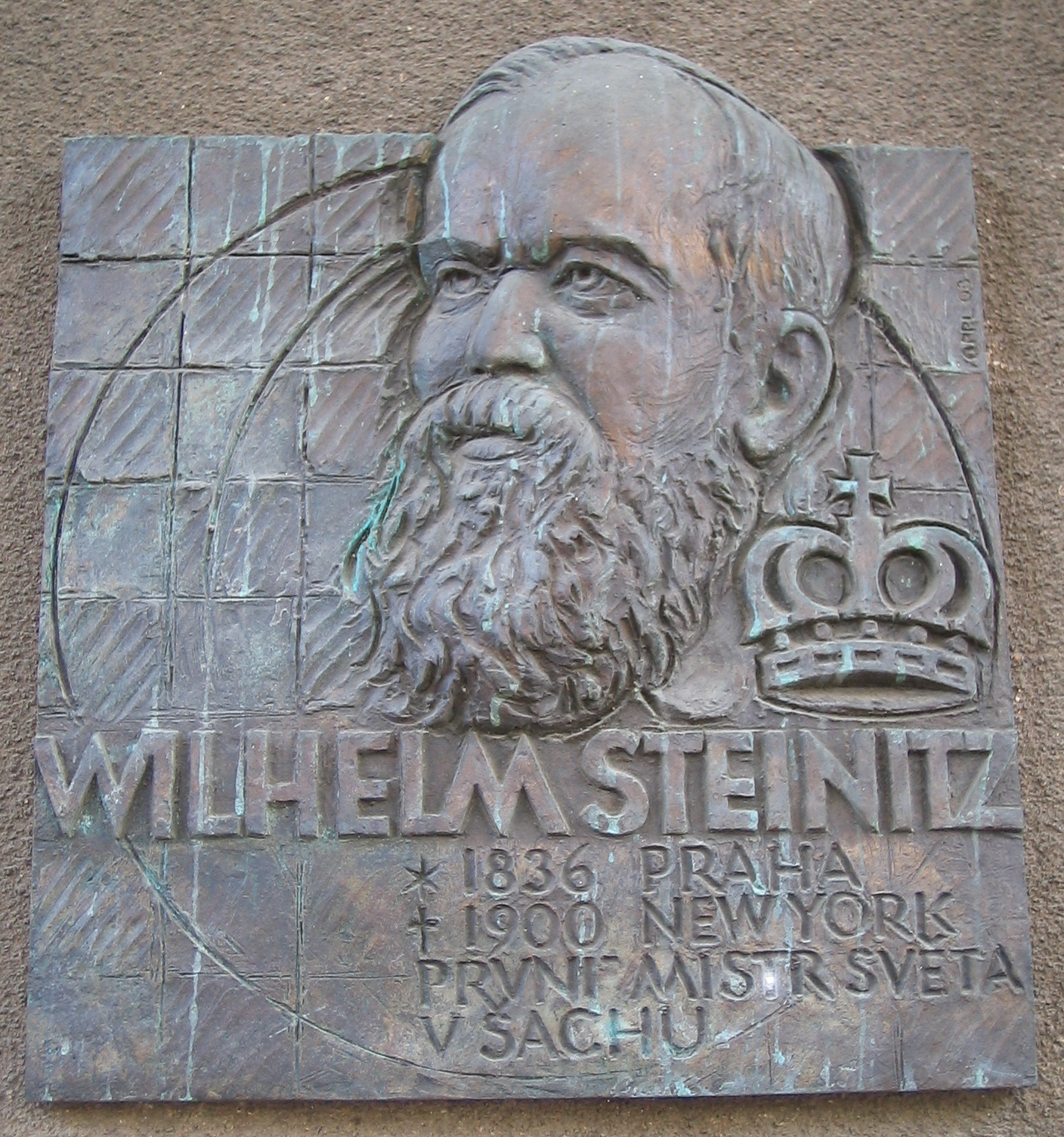
Gedenktafel auf der Široká ulice in Prag

Ab 1866 lebte Steinitz mit Caroline Golder zusammen, mit der er eine Tochter Flora hatte. Flora starb im Alter von 21 Jahren, am 13. Januar 1888 in Brooklyn an der Herzkrankheit Endokarditis. Vier Jahre später, am 27. Mai 1892, starb auch Caroline im Alter von 45 Jahren. Nach ihrem Tod heiratete Steinitz im selben Jahr die 28 Jahre jüngere Elisabeth Wiebel. Mit ihr hatte er den Sohn William (* Dezember 1894). Im Juli 1897 brachte Elisabeth eine Tochter Julia zur Welt. Es ist unwahrscheinlich, dass sie die Tochter von Steinitz war, da dieser sich zum Zeitpunkt der Zeugung auf Auslandsreisen befand.

### Verschiedenes
In Steinitz’ Geburtsstadt Prag findet sich zu Ehren des Schachweltmeisters eine Gedenktafel, die an der Philosophischen Fakultät der Karls-Universität angebracht ist. Sie wurde am 30. Juni 2004 vom tschechischen Staatspräsidenten Václav Klaus enthüllt und stammt von dem tschechischen Bildhauer Vladimír Oppl. 2009 wurde zu Ehren Wilhelm Steinitz’ der Wiener Nordsteg über die Donau in Steinitzsteg umbenannt.

## Beitrag zur Entwicklung des Schachs

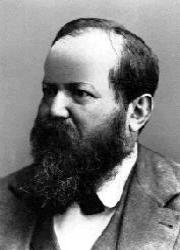
Wilhelm Steinitz

Steinitz’ große Verdienste liegen in seiner gründlichen Analyse der Prinzipien des Schachs. Er verstand sich als Begründer einer Modernen Schule, deren Anhänger eine Schachpartie systematisch nach strategischen Prinzipien gestalteten. Im Gegensatz dazu stand die Romantische Schule, die die Meisterspieler vor Steinitz kennzeichnete. Diese spielten von Partiebeginn an scharf auf direkten Königsangriff und vertrauten auf Intuition und Genie des Schachmeisters. Steinitz zielte darauf, den positionell zu wenig begründeten Partieaufbau dieser Spieler durch streng positionelles Spiel zu widerlegen.
Tatsächlich faszinierte Steinitz das Schach-Publikum in den ersten Jahren seiner Karriere mit romantischem Schach, das er bestens beherrschte. Nachdem er allerdings in Berührung mit der Spielweise der englischen Meister gekommen war, die sich eher in geschlossenen Eröffnungen und solide angelegten Partien äußerte, wurde seine Aufmerksamkeit auf die verborgenen Gesetzmäßigkeiten der Schachstrategie gelenkt. Er analysierte akribisch die Meisterpartien der Vergangenheit und seiner Gegenwart und publizierte seine Erkenntnisse. Seine Schachspalten führte er mit großem Arbeitsaufwand. Seine Hinweise zu den von ihm erkannten Prinzipien teilte er bereits den Lesern der The Field und seines International Chess Magazine mit, doch publizierte er 1889 das Lehrbuch The Modern Chess Instructor, ein Werk, in dem er seine Moderne Schule näher erläuterte und alle von ihm entdeckten Prinzipien, die heute Allgemeingut aller Schachspieler sind, entwickelte.
Steinitz wurde zunächst nur von wenigen verstanden. Er wandte seine Erkenntnisse in seinen eigenen Partien an, doch erschienen diese seinen Zeitgenossen als bizarr und dunkel. Es fiel den meisten schwer, die Ideen hinter Steinitz’ Zügen zu erkennen und viele versuchten ihn lächerlich zu machen. Erst mit der Generation von Emanuel Lasker und Siegbert Tarrasch wurde er als Neuerer gewürdigt. Steinitz selbst sah diese Entwicklung klar und bemerkte dazu kurz vor seinem Tod: „Ich war 28 Jahre lang Weltmeister [seit dem Wettkampfsieg über Anderssen im Jahr 1866], weil ich meiner Zeit um zwanzig Jahre voraus war. Ich spielte nach bestimmten Prinzipien, welche weder Zukertort noch sonst jemand seinerzeit verstand. Die heutigen Spieler wie Lasker, Tarrasch, Pillsbury, Schlechter und andere, wandten meine Prinzipien an und haben diese, wie es ganz selbstverständlich ist, weiterentwickelt.“ Lasker behauptete, Steinitz mit dessen eigenen Waffen geschlagen zu haben. In seinem Lehrbuch des Schachspiels (1925) nimmt die Darstellung der von Steinitz entwickelten Prinzipien breiten Raum ein.
|   | a | b | c | d | e | f | g | h |   |
| 8 |   |   |   |   |   |   |   |   | 8 |
| 7 |   |   |   |   |   |   |   |   | 7 |
| 6 |   |   |   |   |   |   |   |   | 6 |
| 5 |   |   |   |   |   |   |   |   | 5 |
| 4 |   |   |   |   |   |   |   |   | 4 |
| 3 |   |   |   |   |   |   |   |   | 3 |
| 2 |   |   |   |   |   |   |   |   | 2 |
| 1 |   |   |   |   |   |   |   |   | 1 |
|   | a | b | c | d | e | f | g | h |   |

Stellung nach 17. … Se7–g8
Im Jahr 1927 formulierte der Wiener Meister Hans Kmoch seine Auffassung von Steinitz’ Spielweise folgendermaßen: „Steinitz war ein so hoher Idealist, dass er sich um praktische Grundsätze nicht kümmerte. Wenn ihm seine Grundsätze sagten, dass diese oder jene Stellung günstig, bzw. haltbar sein müsse, so hat er sich bedenkenlos in jedes Abenteuer gestürzt. Mit der Unzulänglichkeit des menschlichen Könnens hat er nicht gerechnet. Diesem Umstand verdankt er viele schmerzliche Niederlagen. Bei Verfolgung seiner tiefen, jedoch überaus beschwerlichen Strategie, musste er derart alle Kräfte anspannen, dass ihm zur Betrachtung kleinerer Details oft nicht genug übrig blieb. Gelang es ihm aber, seine Grundsätze heil durchzuführen, dann lieferte er die wunderbarsten Partien.“
Ein Beispiel für den Glauben an die Widerstandskraft einer Stellung ohne Bauernschwächen ist die Partie von Steinitz gegen Lasker im Turnier von Hastings 1895. Nach 17 Zügen sind alle schwarzen Figuren wieder auf der eigenen Grundreihe versammelt. Im Laufe der Zeit wurde diese Partie, die Lasker nach 40 Zügen gewann, sehr unterschiedlich kommentiert. Während die Deutsche Schachzeitung meinte, dass diese Spielweise den eigentümlichen Humor von Steinitz zeige, sprachen spätere Autoren von einem profunden Plan zur Umgruppierung der Figuren oder einem psychologischen Trick, um den Gegner zu überhasteten Angriffsversuchen zu verleiten.
Garri Kasparow würdigte Steinitz als Neuerer, dessen Erkenntnisse zur Schachstrategie einen Wendepunkt der Schachgeschichte darstellten. Er merkte jedoch an, dass Steinitz in seinen Partien die Bedeutung abstrakter positioneller Prinzipien oft überschätzte.

### Stellungsbeurteilung
Zu den wichtigsten Faktoren, die eine Stellungseinschätzung erst erlauben, zählte Steinitz:
1. das Materialverhältnis
2. die Wirkungskraft der Figuren
3. die Wirkungskraft der Bauern
4. die Postierung der Bauern
5. die Königstellung
6. das Zusammenspiel aller Figuren

Für sich genommen stellte keiner dieser Punkte eine Neuerung dar. So behauptete schon Philidor Mitte des 18. Jahrhunderts: „Die Bauern sind die Seele des Schachspiels“, und die romantische Schachschule legte großen Wert auf die Wirkkraft der Figuren. Steinitz systematisierte die Stellungsbeurteilung jedoch und propagierte viele neue Sichtweisen. So wies er beispielsweise nach, dass die Grundstellung der Bauern vor dem (rochierten) König die sicherste Verteidigungsstellung für diesen ist. Er trug auch dazu bei, seinen Zeitgenossen die Bedeutung des Läuferpaars deutlich zu machen, ein damals noch recht neues strategisches Konzept. Steinitz formulierte außerdem den Grundsatz, dass ein Flügelangriff am besten durch einen Gegenschlag im Zentrum beantwortet wird. Stellungen mit einem Isolani hielt er wegen der daraus resultierenden Felderschwächen für ungünstig.

### Strategie
|   | a | b | c | d | e | f | g | h |   |
| 8 |   |   |   |   |   |   |   |   | 8 |
| 7 |   |   |   |   |   |   |   |   | 7 |
| 6 |   |   |   |   |   |   |   |   | 6 |
| 5 |   |   |   |   |   |   |   |   | 5 |
| 4 |   |   |   |   |   |   |   |   | 4 |
| 3 |   |   |   |   |   |   |   |   | 3 |
| 2 |   |   |   |   |   |   |   |   | 2 |
| 1 |   |   |   |   |   |   |   |   | 1 |
|   | a | b | c | d | e | f | g | h |   |

Die Steinitz-Variante der Französischen Partie nach 4. e4–e5
Auf seine neuartige Beurteilung einer Stellung begründete er folgende Prinzipien der Strategie:
1. Es herrscht aus der Grundstellung heraus ein Gleichgewicht der Kräfte.
2. Erst wenn dieses Gleichgewicht gestört ist, sind ein scharfer Angriff gerechtfertigt bzw. taktische Schläge möglich.
3. Angriffe müssen gegen die schwachen Punkte des Gegners geführt werden.
4. Die Verteidigung muss so ökonomisch sein wie nur möglich.

Diese Formulierungen haben ihre Gültigkeit bis heute behalten.

### Eröffnungstheorie
Steinitz trug viele Ideen zur Theorie der Eröffnung bei.
Nach ihm ist eine Variante der Spanischen Partie benannt, die nach
1. e2–e4 e7–e5 2. Sg1–f3 Sb8–c6 3. Lf1–b5 d7–d6 (siehe auch: Schachnotation)
entsteht. Später schaltete man meist die Züge 3. … a7–a6 4. Lb5–a4 ein, bevor man dann 4. … d7–d6 spielte (Verbesserte Steinitz-Verteidigung).
Weiß kann in eine bekannte Eröffnungsfalle geraten, wenn er nun 5. d2–d4 spielt: 5. … b7–b5 6. La4–b3 e5xd4 7. Sf3xd4 Sc6xd4 8. Dd1xd4 c7–c5 9. Dd4–d5 Lc8–e6 10. Dd5–c6+ Le6–d7 11. Dc6–d5 c5–c4 und Weiß verliert eine Figur (Arche-Noah-Falle).
In der Französischen Verteidigung wird die Zugfolge
1. e2–e4 e7–e6 2. d2–d4 d7–d5 3. Sb1–c3 Sg8–f6 4. e4–e5
als Steinitz-Variante bezeichnet, in der Schottischen Partie die Zugfolge
1. e2–e4 e7–e5 2. Sg1–f3 Sb8–c6 3. d2–d4 e5xd4 4. Sf3xd4 Dd8–h4.
|   | a | b | c | d | e | f | g | h |   |
| 8 |   |   |   |   |   |   |   |   | 8 |
| 7 |   |   |   |   |   |   |   |   | 7 |
| 6 |   |   |   |   |   |   |   |   | 6 |
| 5 |   |   |   |   |   |   |   |   | 5 |
| 4 |   |   |   |   |   |   |   |   | 4 |
| 3 |   |   |   |   |   |   |   |   | 3 |
| 2 |   |   |   |   |   |   |   |   | 2 |
| 1 |   |   |   |   |   |   |   |   | 1 |
|   | a | b | c | d | e | f | g | h |   |

Das Steinitz-Gambit der Wiener Partie, Stellung nach 5. Ke1–e2
Steinitz erfand auch das nach ihm benannte Gambit in der Wiener Partie:
1. e2–e4 e7–e5 2. Sb1–c3 Sb8–c6 3. f2–f4 e5xf4 4. d2–d4?!
Da nach 4. … Dd8–h4+ 5. Ke1–e2 der weiße König sein Rochaderecht verliert, wurde das „Steinitz-Gambit“ von vielen seiner Zeitgenossen für nicht korrekt gehalten. Steinitz hielt aber an seiner Ansicht fest und besiegte mit dieser Variante Zukertort in der letzten Partie des Weltmeisterschaftskampfes 1886.
Sein Beharren auf Varianten, die er für richtig hielt, brachte ihm allerdings auch gelegentlich Niederlagen ein. 1890 stellte Tschigorin seine Einschätzung von zwei Varianten im Evans-Gambit und Zweispringerspiel im Nachzuge in Frage und forderte ihn zu einem Wettkampf auf, um die Meinungsverschiedenheit auf dem Schachbrett zu klären. Dies geschah dann durch zwei mittels Telegraph ausgetragene Fernpartien, die Tschigorin beide gewann.

### Endspieltheorie
Wie viele große Schachspieler leistete auch Steinitz einen Beitrag zur Endspieltheorie. Nachfolgende Abwicklung in ein elementar gewonnenes Bauernendspiel ist sehr instruktiv. Die Position wird gelegentlich als komponierte Studie präsentiert, erschien aber ursprünglich als Partiefragment in der Schachzeitung. Es fehlen nähere Angaben, wo, wann und zwischen wem diese Partie gespielt worden sein soll.
|   | a | b | c | d | e | f | g | h |   |
| 8 |   |   |   |   |   |   |   |   | 8 |
| 7 |   |   |   |   |   |   |   |   | 7 |
| 6 |   |   |   |   |   |   |   |   | 6 |
| 5 |   |   |   |   |   |   |   |   | 5 |
| 4 |   |   |   |   |   |   |   |   | 4 |
| 3 |   |   |   |   |   |   |   |   | 3 |
| 2 |   |   |   |   |   |   |   |   | 2 |
| 1 |   |   |   |   |   |   |   |   | 1 |
|   | a | b | c | d | e | f | g | h |   |

Lösung:

1. h6–h7+ Kg8–g7

2. h7–h8D+! Kg7xh8 Das Damenopfer wirkt als Ablenkung und Hinlenkung zugleich.

3. Ke7–f7! (droht 4. Lf6 matt und 4. g7+) Th1–f1+

4. Lh4–f6+ Tf1xf6+

5. Kf7xf6 Kh8–g8 Nun wird die bekannte Zugzwangstellung erreicht.

6. g6–g7 Kg8–h7

7. Kf6–f7 und gewinnt

## Partien
- Dubois – Steinitz, London 1862
- Steinitz – von Bardeleben, Hastings 1895

## Liste der Turnier- und Wettkampfergebnisse
| Jahr    | Turnier | Ort                                 | Ergebnis/Punktezahl                      | Rang |
| ------- | --- | ----------------------------------- | ---------------------------------------- | --- |
| 1859    | Turnier der Wiener Schachgesellschaft                                                                            | Wien                                | unbekannt                                | 3. Platz |
| 1859/60 | Turnier der Wiener Schachgesellschaft                                                                            | Wien                                | unbekannt                                | 2. Platz |
| 1861/62 | Turnier der Wiener Schachgesellschaft                                                                            | Wien                                | 30/31 (+30, −1) oder 31,5/34 (+30 =3 −1) | 1. Platz |
| 1862    | Internationales Turnier anlässlich der Weltausstellung, zugleich 5. Kongress der British Chess Association (BCA) | London                              | 7,5/15 (+6 =3 −5)                        | 6. Platz |
| 1862    | Wettkampf gegen Serafino Dubois                                                                                  | London                              | 5,5/9 (+5 =1 −3)                         | Steinitz gewinnt mit 5,5–3,5 |
| 1863    | Wettkampf gegen Joseph Henry Blackburne                                                                          | London                              | 8/10 (+7 =2 −1)                          | Steinitz gewinnt mit 8–2 |
| 1863    | Wettkampf gegen Frederic Deacon                                                                                  | London                              | 5,5/7 (+5 =1 −1)                         | Steinitz gewinnt mit 5,5–1,5 |
| 1864    | Wettkampf gegen Valentine Green                                                                                  | London                              | 8/9 (+7 =2 −0)                           | Steinitz gewinnt mit 8–1 |
| 1865    | Schachkongress                                                                                                   | Dublin                              | 4,5/5 (+4 =1 −0)                         | 1. Platz |
| 1866    | Wettkampf gegen Adolf Anderssen                                                                                  | London                              | 8/14 (+8 =0 −6)                          | Steinitz gewinnt mit 8-6 und gilt fortan als weltbester Spieler                                                                    |
| 1866    | Wettkampf gegen Henry Edward Bird                                                                                | London                              | 9,5/17 (+7 =5 −5)                        | Steinitz gewinnt mit 9,5–7,5 |
| 1867    | Wettkampf gegen George Brunton Fraser                                                                            | Dundee                              | 4/6 (+3 =2 −1)                           | Steinitz gewinnt mit 4–2 |
| 1867    | Internationales Turnier anlässlich der Weltausstellung                                                           | Paris                               | 17,5/22 (+16 =3 −3)                      | 3. Platz |
| 1867    | Schachkongress                                                                                                   | Dundee                              | 7/9 (+7 =0 −2)                           | 2. Platz |
| 1870    | Internationales Turnier                                                                                          | Baden-Baden                         | 12,5/18 (+11 =3 −4)                      | 2. Platz |
| 1872    | Internationales Turnier                                                                                          | London                              | 7/8 (+7 =0 −1)                           | 1. Platz |
| 1872    | Handicap-Turnier                                                                                                 | London                              | 1,5/4 (+0 =3 −1)                         | Steinitz schied in der 2. Runde gegen Johannes Hermann Zukertort aus. (Die einzigen von Steinitz ohne Vorgabe gespielten Partien.) |
| 1872    | Wettkampf gegen Johannes Hermann Zukertort                                                                       | London                              | 9/12 (+7 =4 −1)                          | Steinitz gewinnt mit 9–3 |
| 1873    | Internationales Turnier anlässlich der Weltausstellung                                                           | Wien                                | 22,5/27 (+20 =5 −2)                      | 1. Platz |
| 1876    | Wettkampf gegen Joseph Henry Blackburne                                                                          | London                              | 7/7 (+7 =0 −0)                           | Steinitz gewinnt mit 7–0 |
| 1882    | Internationales Turnier                                                                                          | Wien                                | 22/34 (+18 =8 −8)                        | 1.–2. Platz (mit Szymon Winawer)                                                                                                   |
| 1882    | 1. Wettkampf gegen Dion Martinez                                                                                 | Philadelphia                        | 7/7 (+7 =0 −0)                           | Steinitz gewinnt mit 7–0 |
| 1882    | 2. Wettkampf gegen Dion Martinez                                                                                 | Philadelphia                        | 4,5/7 (+3 =3 −1)                         | Steinitz gewinnt mit 4,5–2,5 |
| 1882    | Wettkampf gegen Alexander Sellman                                                                                | Baltimore                           | 3,5/5 (+2 =3 −0)                         | Steinitz gewinnt mit 3,5–1,5 |
| 1883    | Wettkampf gegen George Henry Mackenzie                                                                           | New York City                       | 4/6 (+3 =2 −1)                           | Steinitz gewinnt mit 4–2 |
| 1883    | Wettkampf gegen Celso Golmayo Zúpide                                                                             | Havanna                             | 8,5/10 (+8 =1 −1)                        | Steinitz gewinnt mit 8,5–1,5 |
| 1883    | Internationales Turnier                                                                                          | London                              | 21,5/32 (+18 =7 −7)                      | 2. Platz |
| 1885    | Wettkampf gegen Alexander Sellman                                                                                | Baltimore                           | 3/3 (+3 =0 −0)                           | Steinitz gewinnt mit 3–0 |
| 1886    | Wettkampf um die Weltmeisterschaft gegen Johannes Hermann Zukertort                                              | New York City/St. Louis/New Orleans | 12,5/20 (+10 =5 −5)                      | Steinitz gewinnt mit 12,5–7,5 |
| 1888    | Wettkampf gegen Andrés Clemente Vázquez                                                                          | Havanna                             | 5/5 (+5 =0 −0)                           | Steinitz gewinnt mit 5–0 |
| 1888    | Wettkampf gegen Celso Golmayo Zúpide                                                                             | Havanna                             | 5/5 (+5 =0 −0)                           | Steinitz gewinnt mit 5–0 |
| 1889    | Wettkampf um die Weltmeisterschaft gegen Michail Tschigorin                                                      | Havanna                             | 10,5/17 (+10 =1 −6)                      | Steinitz gewinnt mit 10,5–6,5 |
| 1890/91 | Wettkampf um die Weltmeisterschaft gegen Isidor Gunsberg                                                         | New York City                       | 10,5/19 (+6 =9 −4)                       | Steinitz gewinnt mit 10,5–8,5 |
| 1892    | Wettkampf um die Weltmeisterschaft gegen Michail Tschigorin                                                      | Havanna                             | 12,5/23 (+10 =5 −8)                      | Steinitz gewinnt mit 12,5–10,5 |
| 1894    | Wettkampf um die Weltmeisterschaft gegen Emanuel Lasker                                                          | New York City/Philadelphia/Montreal | 7/19 (+5 =4 −10)                         | Lasker gewinnt mit 12–7 und wird Weltmeister                                                                                       |
| 1894    | Internationales Turnier                                                                                          | New York City                       | 8,5/10 (+8 =1 −1)                        | 1. Platz |
| 1895    | Internationales Turnier                                                                                          | Hastings                            | 13/21 (+11 =4 −6)                        | 5. Platz |
| 1895/96 | Internationales Turnier                                                                                          | Sankt Petersburg                    | 9,5/18 (+7 =5 −6)                        | 2. Platz |
| 1896    | Wettkampf gegen Emanuel Schiffers                                                                                | Rostow am Don                       | 6,5/11 (+6 =1 −4)                        | Steinitz gewinnt mit 6,5–4,5 |
| 1896    | Internationales Turnier                                                                                          | Nürnberg                            | 11/18 (+10 =2 −6)                        | 6. Platz |
| 1896/97 | Revanchewettkampf um die Weltmeisterschaft gegen Emanuel Lasker                                                  | Moskau                              | 4,5/17 (+2 =5 −10)                       | Lasker gewinnt mit 12,5–4,5 |
| 1897    | Nationales Turnier „Thousand Islands“                                                                            | New York City                       | 3/5 (+2 =2 −1)                           | 1.–2. Platz (mit Samuel Lipschütz)                                                                                                 |
| 1898    | Internationales „Kaiser-Jubiläums-Turnier“                                                                       | Wien                                | 23,5/36 (+18 =11 −7)                     | 4. Platz |
| 1898    | 11. Kongress des Deutschen Schachbundes (DSB)                                                                    | Köln                                | 9,5/15 (+8 =3 −4)                        | 5. Platz |
| 1899    | Internationales Turnier                                                                                          | London                              | 10,5/26 (+7 =7 −12)                      | 10.–11. Platz (mit Wilhelm Cohn)                                                                                                   |

## Werke
- The International Chess Magazine. Herausgegeben von Wilhelm Steinitz. New York 1885–1891. Nachdruck: Edition Olms, Zürich 1985 (3 Bände).
- Wilhelm Steinitz: The Modern Chess Instructor. G. P. Putnam’s sons, New York 1889 (Digitalisat). Nachdruck: Edition Olms (Tschaturanga Band 47), Zürich 1984, ISBN 3-283-00111-1.